# Prospalta ethiopica
Prospalta ethiopica là một loài bướm đêm trong họ Noctuidae.